# Flughafen Zhangjiakou

i7
i11
i13
Der Flughafen Zhangjiakou (chinesisch 張家口寧遠機場, Pinyin Zhāngjiākǒu Níngyuǎn Jīchǎng, IATA-Code: ZQZ, ICAO-Code: ZBZJ) ist ein sowohl militärisch als auch zivil genutzter Flughafen in Zhangjiakou in der Provinz Hebei in China.

## Geschichte
Der Umbau des Militär-Flughafens für eine zusätzliche zivile Nutzung begann im Mai 2010. Die Kosten betrugen etwa 450 Millionen Yuan. Der Flughafen wurde am 16. Juni 2013 neu eröffnet.

## Flughafenanlage
Der Flughafen hat eine 2500 Meter lange Start- und Landebahn. Die Bahn ist 45 Meter breit. Der Flughafen kann 200.000 Passagiere und 900 Tonnen Fracht abfertigen.

## Fluggesellschaften und Ziele
Es werden unter anderem durch China Eastern Airlines und Hebei Airlines nationale Ziele angeflogen.